# Кларендон (Тексас)
Кларендон (енгл. Clarendon) град је у америчкој савезној држави Тексас. По попису становништва из 2010. у њему је живело 2.026 становника.

## Демографија
Према попису становништва из 2010. у граду је живело 2.026 становника, што је 52 (2,6%) становника више него 2000. године.
| Група             | 2000.         | 2010.         |
| Белци             | 1.671 (84,7%) | 1.633 (80,6%) |
| Афроамериканци    | 142 (7,2%)    | 160 (7,9%)    |
| Азијати           | 3 (0,2%)      | 9 (0,4%)      |
| Хиспаноамериканци | 123 (6,2%)    | 187 (9,2%)    |
| Укупно            | 1.974         | 2.026         |